# Dauphin de Peale
Lagenorhynchus australis
Espèce
Statut de conservation UICN

 LC  : Préoccupation mineure
Statut CITES
Le Dauphin de Peale (Lagenorhynchus australis) est un lagénorhynque de la famille des delphinidés.

## Distribution

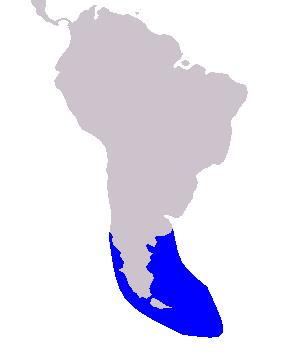
Carte de répartition